# Неправильная переменная звезда
Неправильные переменные звёзды — разновидность переменных звёзд, чьи вариации яркости изменяются по непериодическому закону. Существует 2 типа неправильных переменных: эруптивные и пульсирующие.
Эруптивные переменные делятся на 3 класса:
- I — неправильные переменные, особенности изменения блеска и спектральные классы которых неизвестны. Очень разнородная группа объектов, которая в свою очередь делится на 2 подкласса:
  - IА — неправильные переменные ранних (О-А) спектральных классов.
  - IВ — неправильные переменные промежуточных (F-G) и поздних (К-М) спектральных классов.

- Орионовы переменные. Неправильные эруптивные переменные, связанные со светлыми и темными диффузными туманностями или наблюдаемые в районах таких туманностей. Пределы изменения блеска могут достигать нескольких величин. Если у звезды наблюдаются быстрые изменения блеска (до 1m за l-10 дня), символ типа сопровождается символом S(INS). Делятся на следующие подтипы:
  - INA — орионовы переменные ранних спектральных классов В-А или Ае.
  - INB — орионовы переменные промежуточных и поздних спектральных классов F-M или Fe-Me.
  - INT — орионовы переменные типа Т Тельца
  - IN(YY) — В спектрах некоторых орионовых переменных (YY Ориона) наблюдаются темные компоненты с длинноволновой стороны эмиссионных линий, что свидетельствует о падении вещества на поверхность звезды.

Если связь с туманностью незаметна, буква N в символе типа может быть опущена — IT.
- IS — быстрые неправильные переменные, явным образом не связанные с диффузными туманностями и показывающие изменения блеска на 0,5-1,0m в течение нескольких часов или суток. Резкой границы между быстрыми неправильными и орионовыми переменными не существует. Если быстрая неправильная наблюдается в районе диффузной туманности, она относится к орионовым переменным и обозначается символом INS.
  - ISA — быстрые неправильные ранних спектральных классов В-А или Ае.
  - ISB — быстрые неправильные промежуточных и поздних спектральных классов F-M или Fe-Me.

Пульсирующие неправильные переменные, также называемые медленные неправильные переменные — переменные звезды (гиганты или сверхгиганты), изменения блеска которых лишены каких-либо признаков периодичности или же периодичность выражена слабо, наступая лишь временами. Обозначаются LB — гиганты и LC — сверхгиганты.